# Maik Baier
Maik Baier (* 20. Juni 1989 in Bietigheim-Bissingen) ist ein deutscher Radsportler in der Disziplin Bicycle Moto Cross.
Maik Baier ist Auszubildender zum Industriemechaniker und lebt in Walheim. Aufgrund des Sports wurde seine Ausbildung von üblicherweise drei Jahren von seinem Ausbildungsbetrieb Daimler-Benz, Berufsschule sowie Industrie- und Handelskammer auf fünf Jahre gestreckt. Mit seinem Sport begann er 1996, 2008 wechselte er für einige Zeit zum Olympiastützpunkt nach Cottbus. Er startet für den Motorsportclub Bönnigheim und gehört dem BMX Air Team an. 2003 und 2005 war er deutscher Juniorenmeister. Erste internationale Meisterschaft bei den Männern wurden die Weltmeisterschaften 2008 in Taiyuan, wo er im Einzel im Vorlauf ausschied. Ein Jahr später erreichte Baier bei den Europameisterschaften in Fredericia mit Rang fünf im Einzel sein bislang bestes internationales Ergebnis. In der Europawertung des Jahres lag er auf dem zweiten Rang. 2011 wurde er zunächst in Haaksbergen bei den Europameisterschaften 21., dann bei den Weltmeisterschaften in Kopenhagen 39. 2011 und 2012 wurde er zudem deutscher Vizemeister im Einzel. Weniger erfolgreich verliefen die Europameisterschaften 2012 in Orléans, bei denen Baier 63. wurde. Er ist für die Olympischen Sommerspiele 2012 in London qualifiziert und liegt zur Zeit der Spiele in der internationalen Rangliste auf dem 57. Platz, zwei Jahre zuvor war er noch 100. Mit seinem Mannschaftskollegen Luis Brethauer ist er der erste deutsche Olympiateilnehmer im BMX-Radsport.